# Claude Langevin
Claude Langevin (født 5. december 1928 i Angers, Frankrig, død 8. september 2016) var en fransk komponist og pianist.
Langevin studerede komposition og klaver på Musikkonservatoriet i Paris og på l´Ecole Normale de Musique. Han har skrevet tre symfonier, orkesterværker, kammermusik, klaverstykker, orgelstykker etc.

## Udvalgte værker
- "Symfoni Europa" (1977) - for orkester
- "Symfoni Frihed" (1990) - for orkester
- Symfoni "Afstemninger" (1997) - for strygeorkester
- Europæisk hymne- (19?) - for orkester